# Kirschbaumshöhe
Kirschbaumshöhe ist ein aus einer Hofschaft hervorgegangener Wohnplatz in der bergischen Großstadt Solingen.

## Lage und Beschreibung
Der heute in der geschlossenen Bebauung aufgegangene Ort Kirschbaumshöhe befindet sich im südlichen Bereich des Stadtbezirks Solingen-Mitte an der Grenze zu Burg/Höhscheid. Der Ort liegt an der Bundesstraße 229, der Schützenstraße, im Bereich der Einmündung der Körnerstraße sowie der Bushaltestelle Dorp. Die Straße verläuft auf einem Höhenzug des Solinger Höhenrückens, der sich von der Solinger Innenstadt bis hoch zur Krahenhöhe erstreckt. Neben mehreren Wohngebäuden befinden sich an der Kirschbaumshöhe auch einige Industrieunternehmen, darunter der deutsche Firmensitz des Unternehmens Wilkinson Sword. Ein altes Schulgebäude an der Kirschbaumshöhe dient heute als Nebengebäude der Grundschule Meigen.
Benachbarte Orte sind bzw. waren (von Nord nach West): II. und III. Feld, Klönnenhöhe, Krahenhöhe, Lindenbaum, Maushöhe, Hoppenböcken, Schlicken, Böckerhof, Irlen, Kirberg und Schützenhöhe.

## Etymologie
Die Ortsbezeichnung geht vermutlich auf den Familiennamen Kirschbaum zurück. Das Suffix -höhe kennzeichnet die Höhenlage des Ortes am Rande der Krahenhöhe.
Die südwestlich der Solinger Innenstadt gelegene Hofschaft Kirschbaum bzw. Kirschbaumer Hof war die Keimzelle der Familie.

## Geschichte
In dem Kartenwerk Topographia Ducatus Montani von Erich Philipp Ploennies, Blatt Amt Solingen, aus dem Jahre 1715 ist der Ort mit einer Hofstelle verzeichnet und als N. Höh benannt (= nördliches Höhe im Gegensatz zum südlich gelegenen Ort Maushöhe). Der Ort wurde in den Registern der Honschaft Solingen geführt. Die Topographische Aufnahme der Rheinlande von 1824 verzeichnet den Ort als Kirschbaumshöh, in der Preußischen Uraufnahme von 1844 ist der Ort als Kirschbaumshöhe verzeichnet. In der Topographischen Karte des Regierungsbezirks Düsseldorf von 1871 ist der Ort als Kirschbaumshöh verzeichnet.
Kirschbaumshöhe gehörte nach Gründung der Mairien und späteren Bürgermeistereien zur Bürgermeisterei Dorp, die im Jahre 1856 das Stadtrecht erhielt, und lag dort in der Flur X. Feld. Die Bürgermeisterei beziehungsweise Stadt Dorp wurde nach Beschluss der Dorper Stadtverordneten zum 1. Januar 1889 mit der Stadt Solingen vereinigt. Damit wurde Kirschbaumshöhe ein Ortsteil Solingens.
Durch den Ausbau der Chausseen zwischen Solingen und Müngsten 1823/24 sowie zwischen Solingen und Burg 1845/48 entstanden neue Dorper Fabriken und Wohnhäuser bevorzugt entlang oder im Umfeld dieser Ausfallstraßen.:2 Die Bebauung verdichtete sich in verkehrsgünstigen Lagen, entlang der heutigen Schützenstraße bereits in der Zeit der wirtschaftlichen Blüte nach der Reichsgründung 1871. Das ursprünglich auf freiem Feld gelegene Kirschbaumshöhe ging ab Ende des 19. Jahrhunderts in der geschlossenen Bebauung auf. Bereits im Jahre 1874 wurde an der Kirschbaumshöhe eine evangelische Volksschule eingeweiht,:5 das Gebäude ist heute eine Dependance der Grundschule Meigen.
Der Ortsname Kirschbaumshöhe war bereits im Stadtplan des Jahres 1929 nicht mehr enthalten, stattdessen setzten sich die amtlichen Straßennamen Schützen- und Körnerstraße als Ortsbezeichnung durch. Daher ist der Ortsname heute auch kaum noch gebräuchlich.
Der an der Kirschbaumshöhe (Schützenstraße) ansässige Solinger Rasiermesserhersteller Osberghaus kooperierte ab dem Jahr 1955 mit der britischen Firma Wilkinson Sword und wurde Lizenznehmer für Wilkinson-Produkte. Später wurde das Unternehmen ganz durch Wilkinson übernommen. In dem Werk an der Schützenstraße sind heute rund 500 Mitarbeiter beschäftigt, es ist eines der größten Industrieunternehmen in Solingen.